# Norwood Young America, Minnesota
Norwood Young America là một thành phố thuộc quận Carver, tiểu bang Minnesota, Hoa Kỳ. Năm 2010, dân số của thành phố này là 3549 người.

## Dân số
- Dân số năm 2000: 3108 người.
- Dân số năm 2010: 3549 người.